# Financiële planning
Financiële planning is een totaalbeeld van iemands persoonlijke of een gezamenlijke financiële situatie, bijvoorbeeld die van een huishouden. Hoewel er altijd veel onzekerheden blijven probeert een financieel plan een zo goed en volledig mogelijk beeld te geven van de toekomstige inkomens- en vermogenspositie op korte en lange termijn, in samenhang met de verdere levensloopplanning. Hiermee wordt het gemakkelijker om de mogelijkheden voor toekomstige uitgaven (zoals de aanschaf van een nieuwe auto of studiekosten van de kinderen, een bepaalde levensstandaard na  pensionering enzovoort) in kaart te brengen en te bevorderen, en de noodzaak om daarvoor te sparen te beoordelen.
In een financieel plan komen de volgende aspecten aan bod;
- Belastingen
- Financieringen
- Huwelijksvermogensrecht en erfrecht
- Levensverzekeringen en pensioenen
- Sociale zekerheid
- Sparen en beleggen